# Les Soupçons de monsieur Whicher
 (juillet 2023).
Si vous disposez d'ouvrages ou d'articles de référence ou si vous connaissez des sites web de qualité traitant du thème abordé ici, merci de compléter l'article en donnant les références utiles à sa vérifiabilité et en les liant à la section « Notes et références ».
Pour plus de détails, voir Fiche technique et Distribution.
Les Soupçons de monsieur Whicher (The Suspicions of Mr Whicher: The Murder at Road Hill House) est un film policier britannique réalisé par James Hawes, qui raconte l'histoire d'un jeune garçon tué dans la petite ville de Rode.
Ce film est l'adaptation de l'œuvre de Kate Summerscale.

## Synopsis
Dans la petite ville de Rode, Saville Kent, un petit garçon, est retrouvé décédé dans son jardin de Road hill house. Chargé de l'enquête, Jack Whicher, un redoutable policier, se heurte aux habitants de la ville qui ne veulent pas témoigner. Pourtant, de fil en aiguille, l’inspecteur est persuadé que le coupable se trouve au sein même de la maison des Kent.

## Fiche technique
- Titre original : The Suspicions of Mr Whicher: The Murder at Road Hill House
- Titre français : Les Soupçons de Les Soupçons de M. Whicher
- Réalisation : James Hawes
- Scénario : James Hawes et Neil McKay
- Costumes : Lucinda Wright
- Photographie : Matt Gray
- Montage : Richard Cox
- Production : Nigel Marchant
  - Production délégué : Neil McKay, Mark Redhead
- Société de production : Hat Trick Productions, Tinamus Productions et Lorius Productions
- Pays d'origine :  Royaume-Uni
- Langue d'origine : anglais
- Genre : Policier et thriller
- Durée : 95 minutes
- Dates de sortie :
  - Royaume-Uni : 2011
  - France : 25 mai 2016 (VOD)

## Distribution
- Paddy Considine[1] : (VF : Philippe Résimont) : l'inspecteur Whicher
- Peter Capaldi[2] : Samuel Kent
- Tom Georgeson : le super-intendant Foley
- William Beck : Dolly Williamson
- Emma Fielding : Mary Kent
- Tim Pigott-Smith : le commissaire Mayne
- Kate O'Flynn : Elizabeth Gough
- Donald Sumpter : Peter Edlin
- Ben Miles : Dr. Stapleton
- Alexandra Roach : Constance Kent